# 2024年吉隆坡路面坍塌事故
2024年吉隆坡路面坍塌事故，也被称为印度清真寺路地陷事故，是于2024年8月23日在吉隆坡印度清真寺路发生，深度达8（26英尺）的地陷事故。 事故导致一名印度女游客坠落，受害者失踪超过7天。